# Rumänisches Kulturinstitut
Das Rumänische Kulturinstitut (Rumänisch: Institutul Cultural Român ICR) ist eine öffentliche Einrichtung Rumäniens mit Rechtspersönlichkeit. Es unterliegt der Befehlshoheit des Rumänischen Senats, vormals der Präsidentialadministration. Seine Aufgabe ist es, die rumänische Kultur im Ausland bekanntzumachen und ihre Wahrnehmbarkeit zu stärken. Das Kulturinstitut verfügt über ein Netzwerk von 19 Instituten, die in 17 verschiedenen Ländern tätig sind, und ist außerdem Teil der EUNIC, der Vereinigung der Kulturinstitute der Mitgliedsstaaten der Europäischen Union. Das Institut wird von rumänischen Schriftstellern wie der Nobelpreisträgerin Herta Müller kritisiert, dass es zu abhängig von der rumänischen Regierung sei.
Das deutsche Institut mit dem Namen Titu Maiorescu befindet sich in Berlin im Stadtteil Charlottenburg.